# كازويا ميودو
كازويا ميودو (باليابانية: 明堂 和也) (4 أبريل 1986 في توياما في اليابان – )؛ هو لاعب كرة قدم ياباني سابق كان يلعب كلاعب وسط.

## وصلات خارجية
- كازويا ميودو على موقع رابطة كرة القدم اليابانية للمحترفين (اليابانية)
- كازويا ميودو على موقع قاعدة بيانات كرة القدم.إي يو (الإنجليزية)
- كازويا ميودو على موقع Soccerway.com (الإنجليزية)
- كازويا ميودو على موقع عالم كرة القدم.نت (الإنجليزية)